# Tephrosia varians
Tephrosia varians là một loài thực vật có hoa trong họ Đậu. Loài này được (Bailey) C.T.White miêu tả khoa học đầu tiên.